# Henricus Hosten
Henricus Josephus Benedictus Hosten (Slijpe, 7 februari 1779 – Mariakerke, 25 mei 1850) was een Belgisch politicus. 
In 1806 werd hij de tweede burgemeester van Mariakerke. Hij bleef zes jaar in dit mandaat. 

## Mandaten
- Burgemeester van Mariakerke (1806-1812)